# Dorfkirche Leddin

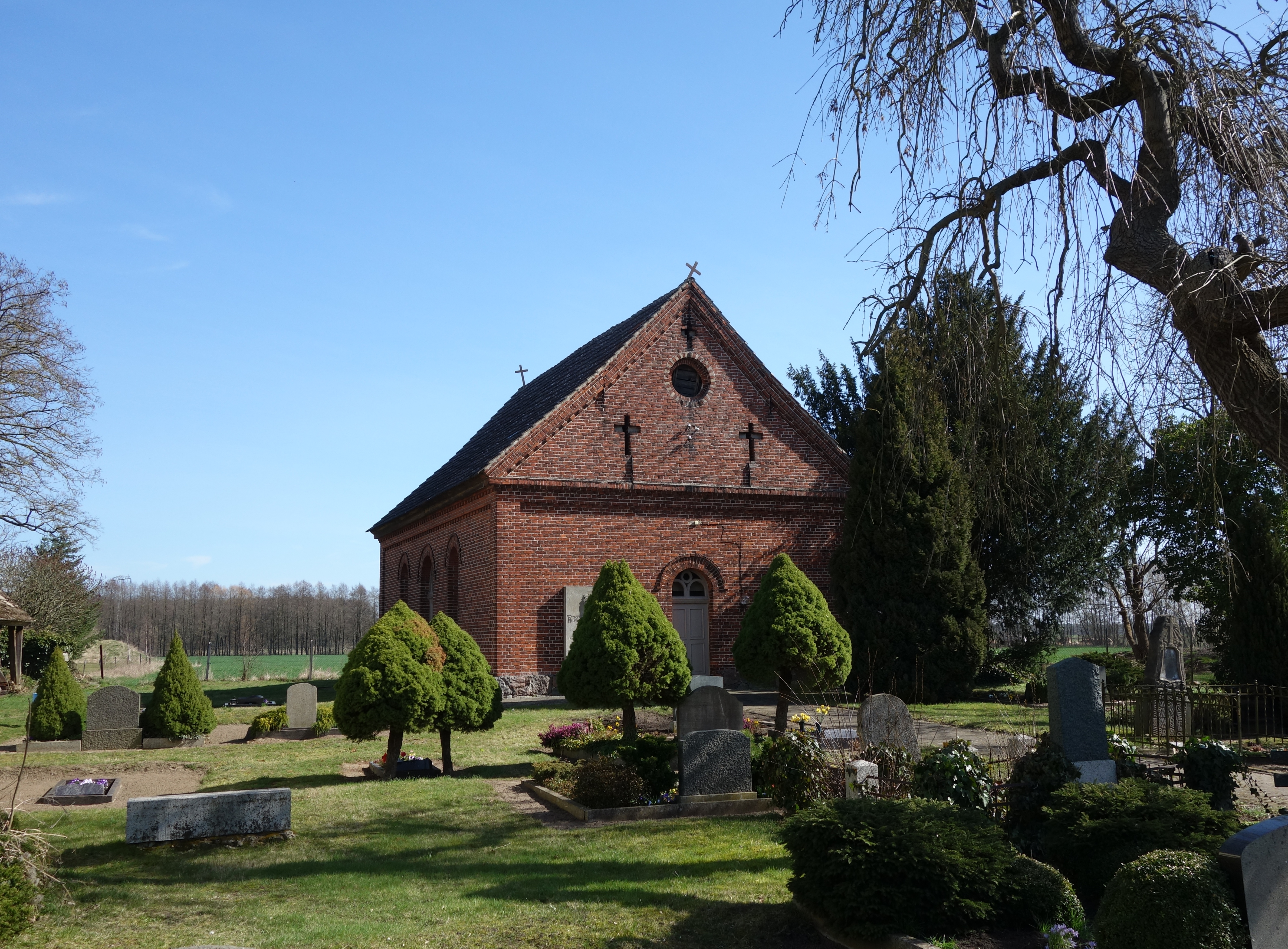
Dorfkirche Leddin

Die evangelische Dorfkirche Leddin ist eine Saalkirche in Leddin, einem Ortsteil der Stadt Neustadt (Dosse) im brandenburgischen Landkreis Ostprignitz-Ruppin. Die Kirchengemeinde gehört dem Pfarrsprengel Zernitz im Kirchenkreis Prignitz der Evangelischen Kirche Berlin-Brandenburg-schlesische Oberlausitz an. Das Gebäude steht unter Denkmalschutz.

## Baubeschreibung

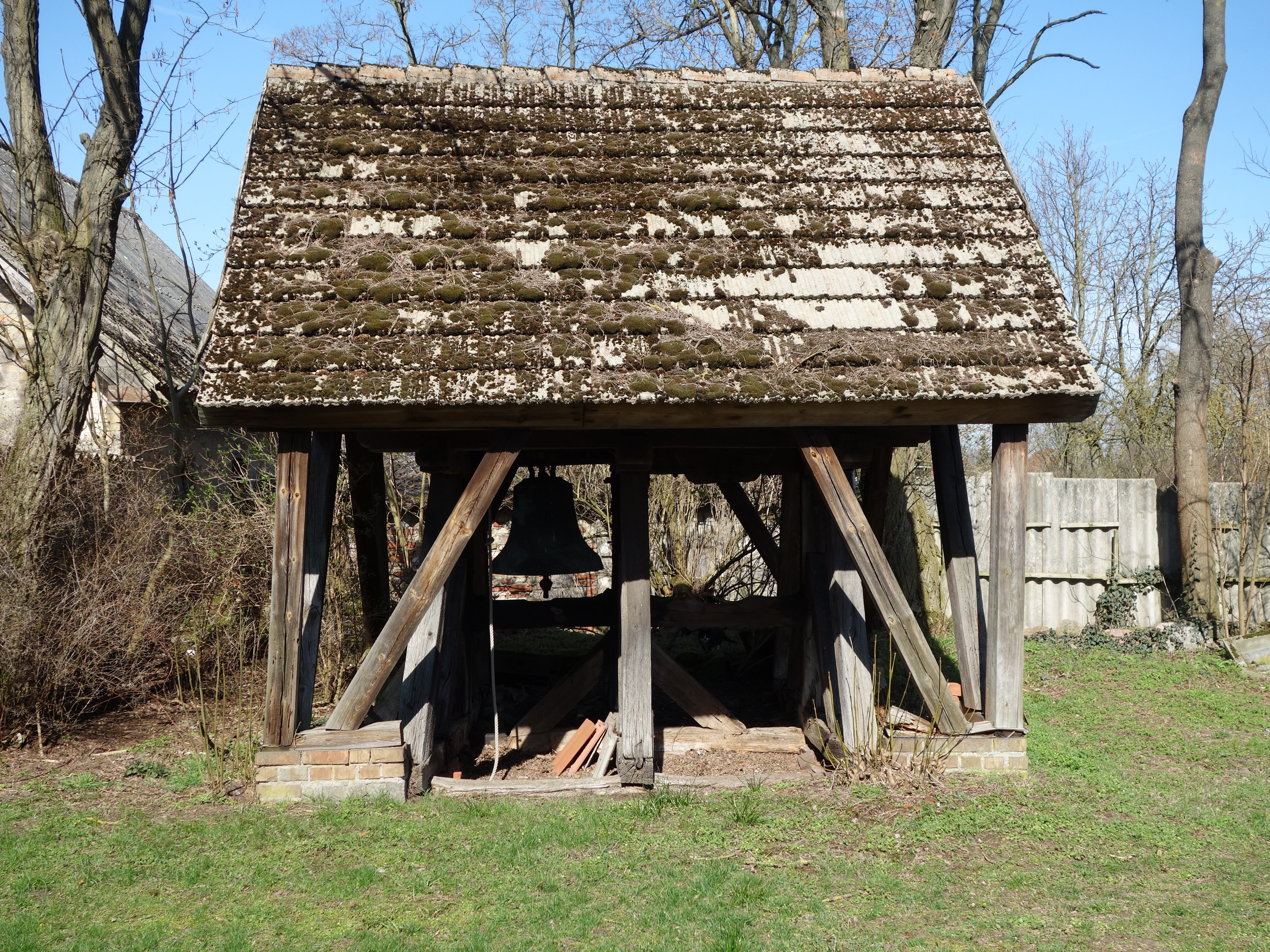
Glockenstuhl

Das Kirchengebäude steht im Ortskern von Leddin an der Kyritzer Straße. Die kapellenartige Kirche, ursprünglich eine Fachwerkkirche, die im 18. Jahrhundert erbaut wurde, wurde im Jahr 1872 neuromanisch umgestaltet und erhielt neue Umfassungsmauern aus roten Ziegeln. Der Dachstuhl ist noch in seiner ursprünglichen Form erhalten geblieben. Im Jahr 1862 wurde der alte Dachreiter entfernt, und zwei Glocken wurden in einem freistehenden Gerüst neben der Kirche aufgehängt.
Im Innenraum befindet sich ein Kanzelaltar aus dem Jahr 1700, der von korinthischen Säulen und reich verzierten Akanthuswangen flankiert wird. Des Weiteren sind dort Schnitzfiguren der Heiligen Katharina und Jacobus dem Älteren aus dem 15. Jahrhundert zu sehen. Im südlichen Teil der Kapelle sind mehrere Grabsteine der Kirchenpatrone, der Familie von Rohr aus verschiedenen Zeiten zu finden; jedoch sind diese aufgrund starker Verwitterung schwer leserlich. Die Orgel ist eine Spende der Gemeinde und des damaligen Gutsbesitzers Dr. Nikolaus von Rohr (1856–1907), aus dem Jahr 1894.